# NASAMS
NASAMS（ナサムス、National/Norwegian Advanced Surface to Air Missile System）は、ノルウェーとアメリカが開発した中高度防空ミサイル・システム。AIM-120 AMRAAM、 AIM-9 サイドワインダー、IRIS-Tの3種類の空対空ミサイルを地上発射化したシステムとしては初のものであり、分散・ネットワーク化されている。

## 開発
ノルウェーの企業コングスベルグ・ディフェンス&エアロスペース社がレイセオンと開発チームを編成し、ノルウェー軍と協力して開発が開始された。最先端のネットワーク中心対空防衛システムであるNASAMSは1998年に正式に実戦配備されたが、初期型は早ければ1995年には配備可能だったとされる。
1990年代後半までNorwegian Solution（NORSOL）としても知られるノルウェー軍の対空防衛策は3種類の兵器システムより構成されていた。それぞれボフォース 40mm機関砲（エリコンFCS2000ドップラー・レーダーでの管制）、ビームライディング式の RBS 70 MANPADSシステム、そしてNASAMSである。これらシステムはすべて有線･無線通信を経由してARCSを用い統合されている。ARCSは上層部との情報伝達を保ち、また友軍航空機への同士討ちを防ぐ。NASAMSの性能は分散性とネットワークにより強化されている。
ノルウェー空軍とKDIはNASAMS2と呼ばれる中期アップデートを施した。このバージョンは2006年にノルウェー空軍への最初の引渡しが行われた。両者の大きな違いは地上レーダーの強化だけではなくリンク 16を用いることができるようになったことであり、2007年に実戦配備された。
2022年ロシアのウクライナ侵攻時、西側諸国はウクライナの求めに応じて幅広い武器供与を実施。同年11月7日、ウクライナの国防相はNASAMSなどを受領したことを発表した。

## 詳細
このシステムはアメリカ製AN/MPQ-643次元レーダーとFire Distribution Center（FDC）と呼ばれるノルウェー製BMC4Iシステムを備えたAMRAAMを統制する。FDCはAN/TPQ-36Aと共に"Acquisition Radar and Control System"（ARCS）を形成している。このミサイルは25km以上の射程を持つ。

## 運用

### 現在の運用国
- オーストラリア - 2017年3月、保有するRBS-70の後継としてNASAMS-3を25億豪ドルで購入。システムは、レイセオン・オーストラリアによって現地生産され、2022年に最初の発射機を受領した。
- チリ – 2011年に購入。
- フィンランド – 2009年にNASAMS-2を採用。
- ハンガリー - 2020年11月に10億ドルで購入。2基は2023年に、残る4基は2024年に納入予定。
- インドネシア – 2基のNASAMS-2を運用中。
- リトアニア  - 2020年、2基のNASAMS-3バッテリーを受領した（発射機は4機）。2023年12月、2億ユーロで追加購入した。
- オランダ - 2006年、2基のシステムを受領した。システムは、それぞれ火器管制センター1機、AN / MPQ-64M2レーダー1機、発射機3機で構成され、ヘンソルトTRML-3D / 32検索レーダーが搭載されている。2024年11月、6システムの追加調達契約を結んだことが公表された[3]。2024年時点で、オランダ陸軍が6基のNASAMS-2を保有[4]。
- ノルウェー  - NASAMS-2とNASAMS-3を運用中。
- オマーン – 2014年1月、合計12億8000万ドルで購入。2023年時点で、オマーン空軍が保有している[5]。
- カタール – 2019年7月に購入。カタールは、AMRAAMの発展型であるAMRAAM-ERを調達した最初の国となった。2023年時点で、カタール空軍がNASAMS-3を保有している[6]。
- スペイン - 2003年、ノルウェー海軍がフリチョフ・ナンセン級5隻を購入した見返りとして、4基のNASAMS-2を購入。
- ウクライナ - 2022年7月1日、ロシアの侵攻を受けるウクライナにNASAMS2基を提供することが発表された[7]。同年11月、ロシアはウクライナに対して大規模な弾道ミサイル攻撃を行ったが、アメリカ合衆国国防長官はNASAMSの性能について「迎撃率は100％」と言及している[8]。その後追加提供が行われてウクライナ空軍はNASAMS発射基を計19基保有、運用している。
- アメリカ合衆国 - ワシントンD.Cと重要施設の防空警戒として、AN/TWQ-1アベンジャーと共に配備されている（後述）。

### 調達予定国
- エジプト - AN/MPQ-64F1センチネル レーダー×4基、AIM-9X サイドワインダー×600発、AIM-120C-8 AMRAAM×100発、AMRAAM-ER×100発をはじめとするシステムの購入を要請[9]。2025年7月、米国国務省で輸出が承認された[9]。
- クウェート - AIM-9X63発、AMRAAM63発、AMRAAM-ER63発をはじめとするシステムの購入を要請。2022年10月、有償軍事援助(FMS)としての購入が米国で承認された[10]。
- 台湾  - 2022年6月、台湾と米国政府はNASAMSの台湾購入に同意。台湾は、AIM-9X、AMRAAM、およびAMRAAM-ERミサイルを発射可能な最新型の購入が許可された。 中華民国空軍は、政治的・経済的に重要な場所への野戦防空配備やミサイル指揮システムの強化、ドローン防御のため、米国からNASAMSを4個中隊（16個小隊）分購入する計画である。

### 調達検討国
- ルーマニア ルーマニア - 41のランチャーに38億5000万ユーロ、2段階で購入。IRIS-T SLM、MBDAフランスのVL Mica、ラファエルのスパイダー、ハンファのKM-SAMと競合している。S-75M3とMIM-23ホーク(フェーズIIIR)防空システムを置き換える予定。
- スロバキア スロバキア - スロバキア共和国国防省は現在、2024年6月20日現在、NASAMSの調達についてKongsberg DefenceとRaytheonと交渉している。異なるシステムの潜在的な調達について他の企業と交渉しながら、今のところ、NASAMSの最大の競争相手は、AérospatialeのSAMP/Tとイスラエル航空宇宙産業のBarak 8と、別のイスラエルの不特定のMRADシステムです。新しいMRADSは、古いソビエト2K12 Kub中距離システムを更新予定。スロバキアは8億ユーロの予算で6つのシステムを取得する必要があります。

### 不採用国
- インド - 2018年、NASAMSの購入が検討されたが、最終的に国産の多層弾道ミサイル防衛(BMD)プログラムに資金を投資するため、不採用となった。
- エストニア/ ラトビア - 2022年、ラトビアとエストニアは中距離防空システムの共同購入に関する意向書に署名した。NASAMSは候補と見なされた。2023年5月、両国政府は、IRIS-T SLMシステムを共同調達する決定を発表した。
- スイス – 2024年4月、次期中距離防空システム「Bodluv MR」について、独ディール・ディフェンス社（IRIS-T SLの発展型）、仏MBDA社（CAMM、CAMM-ERまたはMICA-VL）、ノルウェーコングスベルグ/米レイセオン社（NASAMS）に提案要請を行った[11]。2024年7月、Kongsberg / RaytheonとMBDAは、Bodluv MRプログラムの入札提案をしないことを発表。Diego 社のIRIS-T SLMが採用された。

## ホワイトハウスの防衛
2006年、ノルウェーの雑誌Okonomisk Rapportは大統領就任式の期間中、数基のNASAMSがワシントンD.C.の防空に用いられていたと発表した。このレポートによればホワイトハウスを防護していたとされ、アメリカ大統領防衛の特殊任務についていたと報じている。KDAのTore Sannes氏はコメントしなかったが、一方でレイセオンやアメリカ空軍とこの兵器に関して契約していたとは認めた。
Okonomisk Rapportの発表が行われた2006年3月から1年後、ノルウェー空軍の公式ホームページでこのことがより詳しく事実だと認める記事が掲載された。3基のNASAMS発射機がアンドルーズ空軍基地、フォートベルボア、海軍対地戦センターのカーデロック師団に配備されているのがGoogle Earthではっきりと確認できる。